# 徐延豪
徐延豪（1962年10月—），汉族，辽宁沈阳人，中华人民共和国医学家，中国科协党组成员、中国科学技术馆馆长、党委副书记、第十一届全国政协委员。

## 生平
毕业于中国医科大学组织胚胎学专业。1984年加入中国共产党。2008年，当选第十一届全国政协委员，代表中国科学技术协会，分入第二十三组。并担任教科文卫体委员会专委。2018年2月24日，当选为第十三届全国人大代表。